# Ma parole contre la leur
Ma parole contre la leur (The Assault ou The Case Against Sam) est un téléfilm américain réalisé par Jason Winn et diffusé le 20 septembre 2014 sur Lifetime.

## Synopsis
Après qu'une pom-pom girl est agressée sexuellement par l'équipe de football américain du lycée, elle doit surpasser la honte et utiliser les preuves ramenées par un buzz sur les réseaux sociaux pour rassembler les pièces du puzzle d'une nuit, dont elle ne se souvient pas, afin de mener son combat judiciaire. Basé sur une histoire vraie : le viol collectif de Steubenville.

## Fiche technique
- Titre original : The Assault
- Titre original alternatif : The Case Against Sam
- Réalisation : Jason Winn
- Scénario : Jennifer Maisel
- Photographie : Brian Crane
- Musique : Mj Mynarski
- Langue originale : anglais
- Durée : 93 minutes
- Date de diffusion :
  -  États-Unis : 20 septembre 2014
  -  France : 12 mars 2015 sur TF1[2]

## Distribution
- Makenzie Vega (VF : Leslie Lipkins) : Sam(antha) Gleason
- Gary Weeks (en) (VF : Éric Aubrahn) : Dan Gleason
- Khandi Alexander (VF : Annie Milon) : Détective Jodi Miller
- Amy Bruckner (VF : Camille Donda) : Frankie
- Pierson Fodé (VF : Gabriel Bismuth-Bienaimé) : Reed Johnson
- Christopher Foley : Christopher Burch
- Michael Cognata (VF : Emmanuel Garijo) : Jordan Rodriguez
- Brett Wyman (VF : Hervé Grull) : Lee Matters
- Malik Yoba (VF : Emmanuel Jacomy) : Coach Tim Miller
- Erin Cole (VF : Anne Tilloy) : Vivian
- Kayla Harrity : Izzie
- Maya Morales (VF : Jessica Monceau) : Grace
- Kaz Gamble : DJ Howlin' Hank Jones
- William Dickerson : Football Announcer
- Neal Gyles : Owen Wright

- Version française :
  - Société de doublage : Mediadub International
  - Directeur artistique : Christine Bellier

Sources: RS Doublage et carton de doublage

## Accueil
Le téléfilm a été vu par 1,346 million de téléspectateurs lors de sa première diffusion.